# Irske Forbundskrige
|  | Artiklen indgår i en serie om Irlands historie |
De irske Forbundskrige, der også kaldes Elleveårskrigen afledt af det irske navn Cogadh na haon deag mbliana, blev udkæmpet i Irland i årene fra 1641 til 1653. Krigene var den irske del af den række af krige som ramte England, Skotland og Irland under deres fælles konge Charles I, derfor kaldes den samlede konflikt krigen i de tre kongeriger, – der af andre vigtige konflikter også inkluderer den engelske borgerkrig samt den skotske borgerkrig. Krigen i Irland stod primært mellem de indfødte katolske irere på den ene side og mellem de protestantiske britiske bosættere samt deres tilhængere i Skotland og England på den anden. Det var såvel en etnisk som en religiøs konflikt, udkæmpet om magtherredømmet i Irland, om landet skulle styres fra England, hvilken etnisk og religiøs gruppe der skulle eje landet og hvilken religion der skulle være fremherskende.

## Overblik
Krigen i Irland begyndte med en opstand i oktober 1641 i Ulster, hvor adskillige tusinde skotske og engelske bosættere blev dræbt. Opstanden bredte sig udover hele landet og i Kilkenny dannedes det Katolske Irske Forbund i 1642 med det formål at organisere den katolske krigsindsats. Forbundet var en uafhængig instans og en koalition af en bred vifte af alle afskygninger i det irske katolske samfund, det bestod såvel af gælere som af gammel-engelske. Forbundet foregav senere at støtte de engelske royalister i den følgende krig, men de fleste af deres kampe blev kæmpet ud fra den katolske landejende klasses interesser.
Forbundet styrede de facto det meste af Irland som en suveræn stat indtil 1649, og proklamerede deres loyalitet til kong Charles I. Fra 1641 til 1649 kæmpede forbundshæren mod skotske pagtskristnes og engelske parlamentaristers hære i Irland. I forhold til den engelske borgerkrig var man løst forbundet med de engelske royalister, men forbundet var splittet i spørgsmålet om at sende militær hjælp til royalisterne på den britiske hovedø. Der blev aldrig sendt tropper til hjælp for de engelske royalister, til gengæld sendte man en deling til Skotland for at hjælpe skotske royalister i 1644, det var med til at sparke til den skotske borgerkrig.
Krigen skabte en ekstrem vifte af forskellige styrker i Irland. De protestantiske styrker var delt ind i tre hovedfraktioner (Engelske royalister, Engelske parlamentarister og Skotske pagtkristne) på baggrund af borgerkrigene i England og Skotland. De katolske forbundstropper blev flere gange splittet i spørgsmålet om deres primære loyalitet lå hos paven eller hos kong Charles I. 
Krigen sluttede med at Forbundet led nederlag. Sammen med deres engelske royalistiske allierede blev man besejret af den nydannede hær under Oliver Cromwells erobring af Irland 1649-53. Krigene der fulgte opstanden i 1641 betød at et enormt antal af mennesker mistede livet, et antal der kun tåler sammenligning med den store hungersnød i 1840´erne. Den ultimative vinder af krigen, – det engelske parlament -, konfiskerede efterfølgende næsten al jord fra katolske landejere som hævn og som betaling for krigene. Selvom noget af dette land blev tilbagegivet efter Stuartkongerne vendte tilbage efter 1660, markerede denne krig et afgørende endeligt for den gamle katolske jordejende klasse i Irland.

## Komplottet – oktober 1641
Lederne af den irske opstand i 1641, – en lille gruppe af sammensvorne ledet af Phelim O´Neill -, havde som mål så ublodigt som muligt at lave et hurtigt magtskifte i Irland. De sammensvorne havde mobiliseret små grupper af slægtninge i Dublin, Wicklow og Ulster til at erobre strategiske bygninger som eksempelvis Dublins borg. Da der kun var et begrænset antal engelske soldater udstationeret i Irland, havde planen en vis chance for at lykkes. Havde den lykkedes var det muligt at de resterende engelske garnisoner i Irland ville have overgivet sig, og placeret de irske katolikker i en forhandlingsposition stærk nok til at stå fast på krav som en civil reform, religiøs tolerance og irsk selvstyre. Således gik det ikke, komplottet blev afsløret i sidste øjeblik og opstanden udartede sig i stedet til anarkistisk vold. Efter opstanden var brudt ud, forårsagede det betændte had de indfødte katolikker nærede i forhold til de protestantiske bosættere sig en eksplosion af vold.

## Opstanden – 1641-42
I 1641 og frem til det tidligere 1642 var kampene i Irland kendetegnet ved små lokale bander der bedrev sekterisk vold uorganiseret over hele landet. Irske katolske bander, specielt i Ulster, havde straks udnyttet muligheden, da de engelske ordenshåndhævere havde trukket sig tilbage, for at hævne sig på de protestantiske bosættere der havde okkuperet deres jord under den igangværende engelske bosættelse af Irland. Samtidig havde den irsk-katolske lavadel samlet styrker for at inddæmme den eskalerende vold, det blev dog snart klart at den engelske regering i Dublin havde i sinde at straffe alle katolikker for opstanden, da blev disse styrker i stedet brugt til at bekæmpe protestanter og engelske tropper der skulle nedkæmpe opstanden. I de protestantisk dominerede områder omkring Dublin, Cork, Derry og Carrickfergus dannede man sine egne effektive forsvarsmilitser der værnede mod katolske rebeller. Alle parter udviste en enorm grusomhed i denne fase af krigen. Omkring 4000 protestanter blev udsat for en massakre og yderligere 12.000 menes at være døde af nød efter at være fordrevet fra deres hjem. I et berygtet tilfælde blev de protestantiske beboere i Portadown taget til fange og henrettet offentligt på byens bro. Bosætterne reagerede, – i lighed med regeringen i Dublin -, med lignende angreb på den katolske civilbefolkning. Massakrer på katolske civile foregik på Rathlin Island og andre steder. Oprørerne fra Ulster sejrede over regeringstropper ved Julianstown men det ikke lykkedes at erobre den nærliggende storby Drogheda og de blev spredt da de nærmede sig Dublin. 
I den tidlige del af 1642, var der fire opmarcher af katolske oprørsstyrker ud over landet: I Ulster under Phelim O´Neill, i Pale rundt om Dublin under ledelse af adelsmanden Gormanstown, i det sydøstlige hvor Butlerklanen førte an, – specielt lord Mountgarret og i sydvest under ledelse af Donagh Maccarthy, adelsmand af Muskerry.

## Forbundskrigen, 1642-48
Se også Det irske forbund
Kong Charles I sendte i 1642 en hær til Irland for at nedkæmpe oprøret det samme gjorde de skotske Covenanter. Den skotske hær drev snart oprørerne ud af Ulster og den engelske hær drev dem tilbage fra Dublin. I selvforsvar mod dette oprettede irske katolikker snart deres egen regering, Catholic Confederation med hovedstad i Kilkenny og egen hær. Det katolske forbund besad også vigtige havnebyer som Wexford og Waterford, hvorfra de havde mulighed for at modtage hjælp fra stærke katolske magter i Europa. Så godt som alle katolikker støttede Forbundet, med den mærkværdige undtagelse af jarlen af Clanricarde der forblev neutral. De havde kun militser og private udskrevne, der var ledt af aristokratiske amatører som Lord Mountgarret. De blev besejret i en række træfninger med engelske og skotske tropper ved Liscarroll, Kilrush, New Ross og Glenmaquinn. 
Men de blev reddet fra totalt nederlag grundet udbruddet af den Engelske borgerkrig. De fleste af de engelske tropper blev trukket tilbage for at kæmpe på royalistisk side i England. 
I midten af 1642 stadfæstede Charles Adventurers Act, hvor lån foretaget i London ville blive betalt via tildeling af irske rebellers jord. Det var en ekstra drivkraft for de irske forbundstropper til at vinde, men samtidig forsøgte man at udnytte Charles svækkede situation i England efter 1643.
De irske forbundstropper stimlede de resterende fjendtlige tropper sammen i Ulster, Dublin og Cork. Garret Barry, en returneret irsk lejesoldat tog Limerick i 1642, mens at borgerne i Galway tvang englænderne til at fortrænge i 1643. De resterende engelske tropper var splittet grundet krigen i England. Garnisonen i Cork var på parlamentets side, det samme gjorde bosætterkolonien ved Derry, mens tropperne på østkysten, under ledelse af jarlen af Ormonde, var at finde på kongens side. De skotske Covenanters hær, placeret ved Carrickfergus, delte synspunkt med det skotske parlament i Edinburgh og støttede det britiske parlament indtil 1647. 

### Hårdknude
Tekst mangler, hjælp os med at skrive teksten

### Flygtninge
Tekst mangler, hjælp os med at skrive teksten

### Sejre og nederlag for forbundet
Tekst mangler, hjælp os med at skrive teksten

## Cromwells krig, 1649-53

### Cromwells erobring
Tekst mangler, hjælp os med at skrive teksten

### Guerillakrig
Tekst mangler, hjælp os med at skrive teksten

## Omkostninger
Tekst mangler, hjælp os med at skrive teksten